# چارلز سیبلی
چارلز سیبلی (انگلیسی: Charles Sibley; ۷ اوت ۱۹۱۷ – ۱۲ آوریل ۱۹۹۸) زیست‌شناس مولکولی، پرنده‌شناس، جانورشناس، و استاد دانشگاه اهل ایالات متحده آمریکا بود.